# NGC 6367
NGC 6367 est une vaste galaxie spirale située dans la constellation d'Hercule. Sa vitesse par rapport au fond diffus cosmologique est de 7 883 ± 49 km/s, ce qui correspond à une distance de Hubble de 116,3 ± 8,2 Mpc (∼379 millions d'al). NGC 6367 a été découverte par l'astronome français Édouard Stephan en 1880.